# ヘンドリック・ハメル

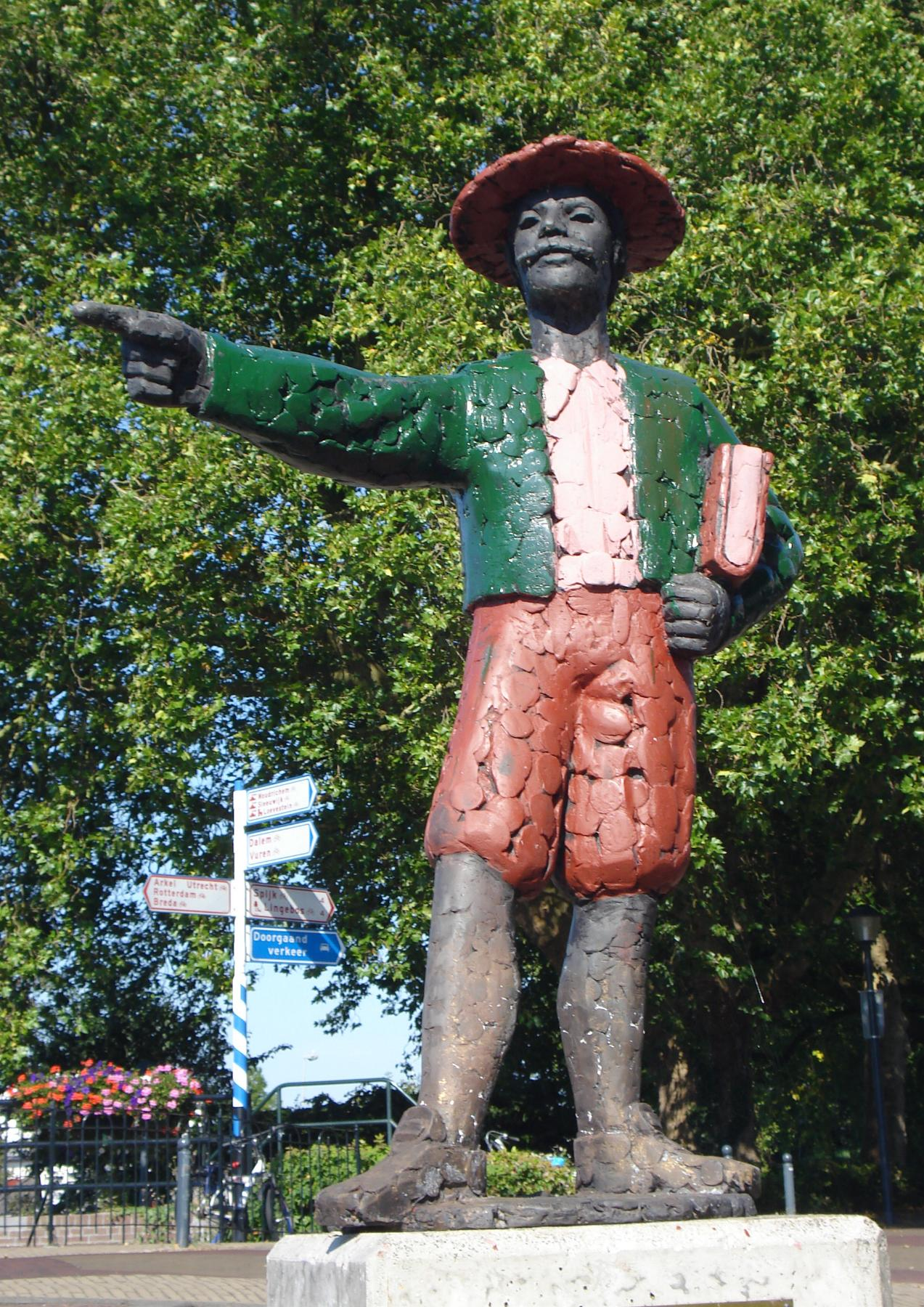
ホルクムにあるハメル像。

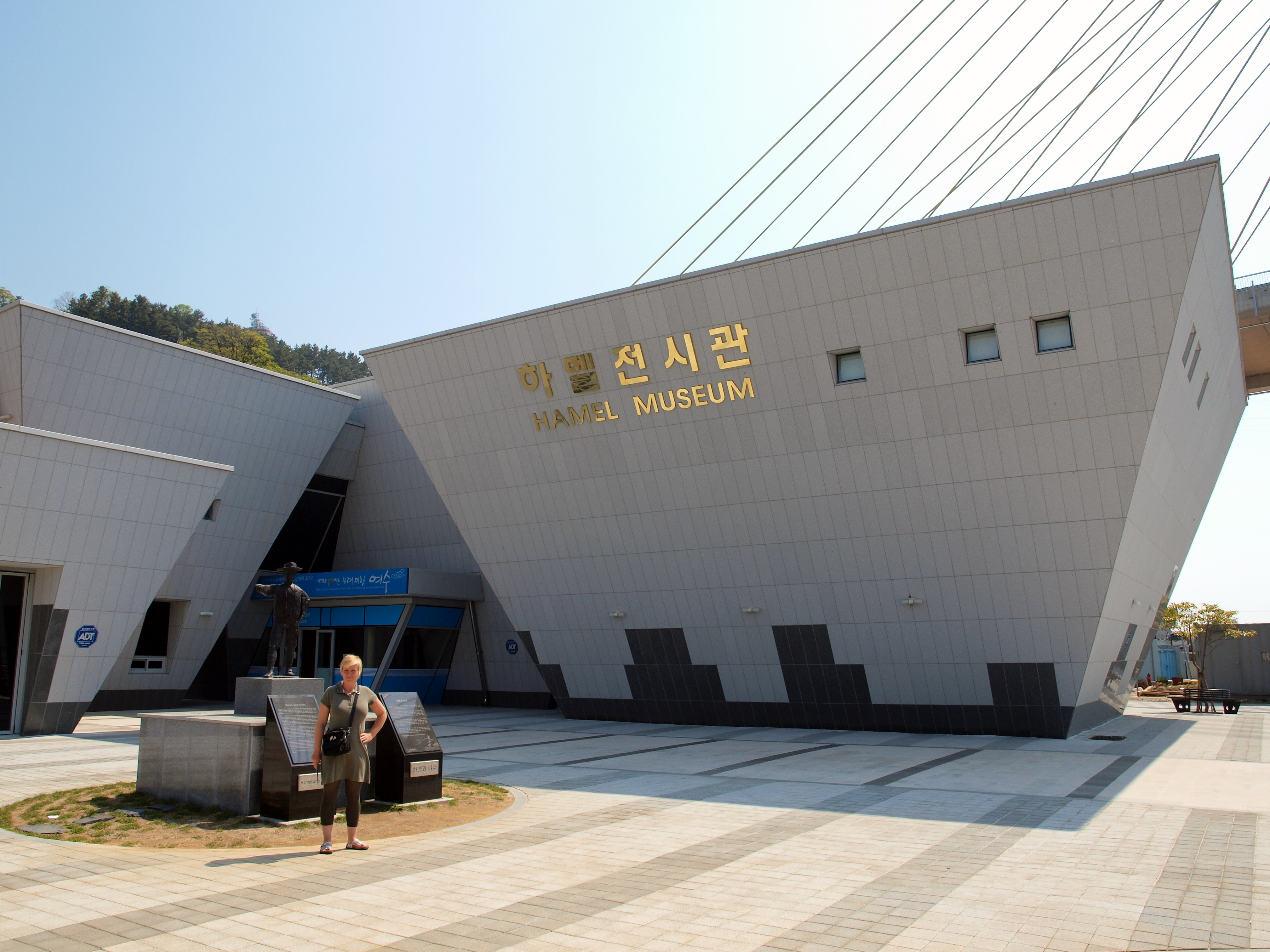
麗水市にあるヘンドリック・ハメル博物館

ヘンドリック・ハメル（Hendrick Hamel, 1630年 - 1692年2月12日）は、オランダのホルクム出身の船乗りで、難破して13年間も李氏朝鮮で幽閉されたが、日本に脱出して帰国を果たし、『朝鮮幽囚記』を著して朝鮮をヨーロッパに紹介した。

## 経歴
ハメルはオランダ東インド会社 (VOC) の会計係 (boekhouder) だった。1653年7月、交易船「デ・スペルウェール」(De Sperwer) 号に乗船して日本へ向かう途上、朝鮮半島南部沿岸の「ケルパールツ島」（済州島）で破船した。乗組員64人のうち、ハメルを含む36人が生き残った。36名は地元大静県の役人に拘束され、済州府に護送された。

### 朝鮮でのハメル
船員たちは紛れもなく、用意周到な略奪者というよりはむしろ犠牲者であったが、35名のヨーロッパ人の突然の出現は、朝鮮人の間に大きな騒ぎを引き起こした。漂着者として、ハメルらは遭難の後の最初の数ヶ月は丁寧に取り扱われた。しかしながら、物珍しさが無くなるとすぐに、彼らは再び朝鮮が岸辺より遠ざけたい異国人となった。日本からのスパイに違いないという憶測が、このオランダ人達の運命に恐らく加わったハメルは、済州でヤン・ヤンセ・ウェルテフレーと出会った。ウェルテフレーもまたハメルに先立つ1627年（仁祖5年）に、日本へ向かう途上、給水のために朝鮮に上陸したところを捕らえられたオランダ人であった。彼の時は朝鮮も日本への送還を試みたが、キリスト教徒であることを理由に断られていた。同時に捕らえられた2人のオランダ人は、丙子の乱で命を落とし、ウェルテフレーは朴延（朴淵、あるいは朴燕とも伝えられる）と名乗って朝鮮王に仕え、ただ一人当地で妻を娶り暮らしていたが、王の命を受けてハメルらの通訳と尋問にあたった。ウェルテフレー（朴延）は国王護衛の役所である訓錬都監で中国人や日本人からなる部隊の隊長をつとめていたが、25年を超える朝鮮生活のうちにオランダ語をほとんど忘れており、改めて漂着者たちから学び直した。
彼らが逮捕されてまだ冷めやらぬ間に、ハメルらは王のための一種の新奇な貢物として、漢陽（現在のソウル）の王宮へ連れて行かれた。ウェルテフレーと信頼できる協力者によって、ハメルらは切迫した要請を王（孝宗）に伝えることができた。即ち、彼らは王に対して、故国へ帰り、妻や子供たちと再会することができるように求めた。しかしハメルの日誌は、それを拒絶する王の沙汰による落胆を伝えている。ハメルらは訓錬都監に兵士として配属され、朝鮮国王から給与を受ける身となった。
朝鮮人が彼らの行動を制限し続けるつもりであることは、オランダ人にとって明白だった。現地の慣習に従えば、彼らは奴隷も同然だった。
耐えかねた一行のうちの2人が清の使節に日本への送還を直訴したことは、一行の待遇を悪化させた。朝鮮は清使に賄賂を送ってこの一件を事なきものとしたが、次第に彼らを持て余すようになり、廟議の末に全羅道へ送ることとした。生活の状態は、中央から派遣される役人の意向によって変転した。時に給与が滞ったときには物乞いをして命を繋ぐこともあった。1659年（孝宗9年）には熱病の流行で一行より多くの死者を出し、1660年（顕宗元年）から1663年（顕宗3年）の飢饉で、全羅兵営が彼らを養いきれなくなった後には、全羅左水営、順天、南原に分散されてしまった。厄介者であった彼らに対して、朝鮮は次第に注意を払わなくなり、彼らは時に綿花の交易のため、周辺を航海することもあった。そしてそれが、後の脱出に繋がることになった。

### 朝鮮脱出
1666年の時点で16人の元乗組員が生き残っていた。うち、ハメルを含む8人は同年8月（太陽暦9月）、小舟を入手して日本への脱出を図り、麗水出港から2日後に五島列島の小島に着いた。当時の日本はオランダとは友好関係にあり、五島列島の領主であった福江藩主五島盛勝は彼らを保護し、オランダ商館のある長崎の出島へ送った。長崎奉行の松平甚三郎は漂流を偽装したキリシタンの宣教師ではないかと厳しく吟味の上、オランダ商館に引き渡した。

### 日本でのハメル
長崎奉行はハメルらをオランダ商館に預け、朝鮮の事情や滞在中の生活について尋問した後に帰国を許可した。オランダ商館長ウィレム・ボルガーの依頼を受け、いまだ朝鮮に滞在している「デ・スペルウェール」号の生存者についても、幕府の対朝鮮外交の窓口となっていた対馬藩主の宗氏を通じて日朝間で送還の交渉が行われた。当時、日本と朝鮮は互いの漂流民を保護して送り返す制度があったため、商館長ダニエル・シックスは江戸参府中に残留者8名の救出を幕府に訴え、幕府は対馬藩を通じて残留オランダ人の引き渡しを求め、1668年、1名を除く7名が対馬を経由して長崎へ送られ、オランダ商館を通じて15年ぶりに帰国した。残留した1名は本人希望とする説、直前に病死した説などがある。

### オランダでの評価
ハメルは故郷のホルクムに帰って1692年に死去した。オランダ領東インド総督および17人委員会に宛てた彼の報告書「ケルパート島海岸でのオランダ船舶の難破に関する日誌 附録・コレア王国についての説明」は、1667年以降、幾つかの出版社が出版した。彼らの報告書は、ヨーロッパに初めての朝鮮に関する詳細かつ正確な描写を与えた。日本では生田滋によって訳出された『朝鮮幽囚記』（東洋文庫）として知られている。
17世紀のオランダにおいてハメルは、冒険譚を持つ多くの元東インド会社乗組員の一人に過ぎなかった。彼は、何ダースもの東インド会社の交易船が戦い、災難を生き延び、発見を為し、冒険を楽しんだ時代に、7つの海を旅していた。彼の報告書によって述べられた出来事が、単に物珍しいものとしてのみ注目されたのは、意外なことではない。東インド会社は改めて朝鮮との交易を検討したが、清と朝鮮の特別な関係、あるいは朝鮮と日本の外交関係によって見送られることとなった。
最近になって、ハメルの故郷は調査者として彼の役割を認めた。その素晴らしい旅人に敬意を表す動きとして、ホルクムの古い要塞町では、ハメルの彫像を誇らしげに飾っている。
ハメルがオランダにおいて一般の人々に認知されるようになったのは、20世紀初頭に、オランダ国内のある通りが彼の名にちなんで名付けられたことによる。その通りは今も、存在している。

## 朝鮮幽囚記
17人の虜囚の中でもっとも高い教育を受けていたハメルは、後に長崎の出島に滞在する間に、朝鮮の風習や滞在中の生活について書き残している。彼らはデ・スペルウェール号の残骸から浜辺に這い上がった後の、朝鮮人との最初の遭遇をこう書いた。
ハメルは、彼らが明白な惨禍として被った、後の屈辱のいくらかについても記している。自由を求めて拒絶された彼らは、その地の習慣を厳守しなければならず、かくして朝鮮での幽囚の身となった。
朝鮮王朝は清朝に従属しているが、同時に満州族を「オランケ」として蔑視していること、国王は中華皇帝に臣下の礼をとるが、国内における権威は絶大で、封建社会における領主が存在しない郡県制であること、刑罰の残虐性、特に国王への反逆罪は厳しい拷問と極刑に処されること、高麗人参を清朝への朝貢品としていること、極度の男尊女卑、朝鮮人の衣食住の貧しさなどが挙げられている一方、朝鮮人の子弟教育の熱心さや、儒教道徳による礼節を重んじることなどにもふれている。
「彼らは、嘘をつく傾向が強い…」という当時の朝鮮人に対する悪印象を記述するくだりは、韓国内でも自虐的に引用されることがある。